# 17歳の歌
「17歳の歌」（じゅうななさいのうた）は、トミタ栞（るみちゃん★○トミタ栞名義）の5枚目のシングル。2014年12月10日に、エピックレコードジャパンより発売された。
販売形態は通常盤・初回生産限定盤の2種。初回生産限定盤には表題曲のMVとメイキングを収録したDVDが同梱されている。

## シングル収録内容
| 全作詞: 原克玄、全作曲: トミタ栞。 |                                       |           |            |                   |      |
| #                                  | タイトル                              | 作詞      | 作曲・編曲 | 編曲              | 時間 |
| 1.                                 | 「17歳の歌」                          | 原克玄    | トミタ栞   | 立山秋航          | 3:04 |
| 2.                                 | 「17歳の歌」(happy machine Remix)     | 原克玄    | トミタ栞   | happy machine     | 4:00 |
| 3.                                 | 「17歳の歌」(Yoshino Yoshikawa Remix) | 原克玄    | トミタ栞   | Yoshino Yoshikawa | 3:22 |
| 4.                                 | 「17歳の歌」(TV Version)              | 原克玄    | トミタ栞   |                   | 0:47 |
| 5.                                 | 「17歳の歌」(Instrumental)            | 原克玄    | トミタ栞   |                   | 3:03 |
| 合計時間:                          | 合計時間:                             | 合計時間: | 14:16      |                   |      |

| #  | タイトル                         | 作詞 | 作曲・編曲 |
| -- | -------------------------------- | ---- | ---------- |
| 1. | 「17歳の歌」(ミュージックビデオ) |      |            |
| 2. | 「17歳の歌」(メイキング映像)     |      |            |
| 3. | 「17歳の歌」(TV SPOT)            |      |            |

## メディアでの使用
17歳の歌
TBS系ドラマ『るみちゃんの事象』エンディングテーマ